# Bibarba bibarba
Bibarba bibarba är en fiskart som beskrevs av Chen 2007. Bibarba bibarba ingår i släktet Bibarba och familjen nissögefiskar. Inga underarter finns listade.